# Rhopalopsyche
Rhopalopsyche is een geslacht van vlinders van de familie pijlstaarten (Sphingidae), uit de onderfamilie Macroglossinae.

## Soorten
- R. bisfasciata Butler, 1875
- R. nycteris Kollar, 1844